# Shihan
Shihan (jap. 師範), japanska riječ koja se koristi kao počasni naslov u japanskim borilačkim vještina za ekspertske i seniorske instruktore. 
Mnoge borilačke vještine imaju različite norme za korištenje ovog naslova, ali u najvećem dijelu to je visok naslov za koji je potrebno mnogo godina. Ponekad se veže za određena prava, kao što je npr. pravo dodjele crnih pojaseva u ime organizacije. Ali obično naslov nije povezan sa sustavom rangiranja crnih pojaseva.
Iako zapadnjaci žele točno znati što prevodi čovjeka u shihana, proces postajanja shihana može biti prilično nejasan u Japanu. Na primjer, u Bujinkanu se kaže da shihan postaje kad drugi shihan počne da te zove tako.
Upotreba izraza prilično ovisi o školi. U aikido organizaciji Aikikai, instruktor automatski postaje Shihan kad dobije 6. Dan. Također se može reći da promocija u 6. dan dolazi kada čovjek postane spreman za naslov shihana. Kao što crni pojas u jednoj školi može biti ravan zelenom pojasu u drugom, tako je i naslov shihan subjektivan i može se upotrebljavati bez ikakvih uvjeta. Samo u određenoj organizaciji to ima stvarno i konkretno značenje.

## Vanjske povezice
- The Meanings of Renshi, Kyoshi, Hanshi and Shihan  Arhivirana inačica izvorne stranice od 1. listopada 2020. (Wayback Machine)